# Hochrain (Gerstengrund)

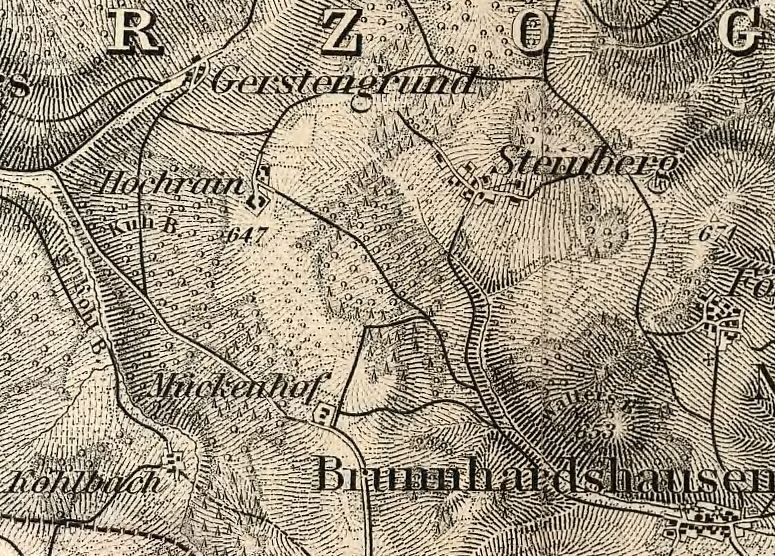
Wüstungen Hochrain, Mückenhof und Kohlbach (Karte 1893)

Der Hochrain ist eine Wüstung auf dem Gebiet der Gemeinde Gerstengrund im Wartburgkreis in Thüringen.

## Lage
Der Weiler lag einen Kilometer südöstlich von Gerstengrund und 1,5 km westlich von Steinberg auf dem Kuhberg in der Thüringischen Rhön. In der Nähe befinden sich zwei weitere Wüstungen, Mückenhof und Kohlbachshof.

## Geschichte
Die Siedlung wurde um 1515 erstmals urkundlich erwähnt und bestand aus zwei Schafhöfen, welche die gerodeten Wiesen in Almwirtschaft nutzten; im Zusammenhang mit einer Tierseuche und dem Bergbaubetrieb (Braunkohleabbau in der Nähe) wurde die Siedlung 1912 verlassen. Die Absiedlung hatte somit andere Gründe als bei den anderen Wüstungen in der Umgebung der ehemaligen DDR-Grenze später durchgeführten Zwangsumsiedlungen.
Die Flächen sind heute als Grünland bewirtschaftet und liegen im Naturschutzgebiet Kohlbach-Hochrain innerhalb des Biosphärenreservates Rhön. Ein Hinweis auf die frühere Siedlung ist nicht vorhanden.